# Tobias Thomas (DJ)
Tobias Thomas (* April 1970) ist ein deutscher DJ und Musikproduzent im Bereich der elektronischen Musik sowie Musikjournalist.

## Lebenslauf
Tobias Thomas wurde im April 1970 in Süddeutschland geboren. Er gehört seit den frühen 1990er Jahren zum engen Kreis des Kölner Elektronik-Labels Kompakt. Seit 1990 ist er als DJ und Musikproduzent tätig. Er war an Projekten wie Thomas/Mayer und Forever Sweet beteiligt und hat gemeinsam mit Dettinger, Superpitcher, Jörg Burger, Geiger, Michael Mayer, Reinhard Voigt und Ada veröffentlicht.
Für das Musikmagazin Spex arbeitete Thomas von 2000 bis 2007 als Redakteur, wobei er u. a. die monatliche Kolumne für elektronische Musik Data Pop betreute. 2001 entstand daraus die Compilation Data Pop. Gemeinsam mit der gesamten Redaktion verließ Tobias Thomas Spex, als diese nach Berlin zog. Seit 2007 war er zunächst als Redakteur und Programm-Assistent beim Kölner Musikfestival c/o pop tätig, wo er von 2009 bis 2013 die Programmleitung Festival übernahm. Seit 2014 arbeitet Thomas für das Label Kompakt als Projektmanager und Künstleragent.
Seit 1998 war Thomas, gemeinsam mit Michael Mayer und Superpitcher, Gastgeber der Clubnacht Total Confusion in Köln. Außerdem gastierte er regelmäßig in der Panorama Bar in Berlin, dem Robert Johnson in Offenbach am Main, dem Low Club in Madrid sowie in der Tanzhalle St. Pauli in Hamburg. Bis Sommer 2006 fand Total Confusion jeden Freitag im Studio 672, seit Dezember 2007 nur noch jeden ersten Freitag im Monat im Bogen 2 der Kölner Hohenzollernbrücke statt. Im Juli 2008 feiert die Total Confusion-Reihe ihr zehnjähriges Bestehen. Im Dezember 2014 wurde die Reihe nach 16 Jahren mit einer großen Veranstaltung im Kölner Stadtgarten eingestellt.
Auf Kompakt erschienen sind die Mix-CDs Für Dich (1999), Smallville (2003) und Please Please Please (2007). Als Teil der Gruppe Forever Sweet veröffentlichte er das Album Geben & Nehmen (Ladomat, 1998). 
Von 2014 bis 2021 arbeitete Thomas als Projektmanager, Booking Agent und als Manager von Wolfgang Voigt für die Firma Kompakt. Von 2021 bis 2023 war er für das Kompetenzzentrum Kultur- und Kreativwirtschaft des Landes NRW creative.nrw als Projektmanager tätig. 
Im Jahr 2015 hat Tobias Thomas das Projektmanagement des Projekts »Six Pianos« mit u. a. Gregor Schwellenbach, Kai Schumacher und John Kameel Farah übernommen.
Gemeinsam mit Thomas Meckel kuratiert er seit 2019 die experimentellen Konzertreihe »Round« in der Kölner Philharmonie.
Tobias Thomas ist außerdem Mitglied im Beirat Popkultur der Stadt Köln und im Beirat des PopBoard NRW sowie Gast-Juror der Künstler*innenförderung der Initiative Musik gGmbH.
Als Initiator, Mitbegründer und Vorstand des Klubkomm e.V. hat sich Thomas außerdem lange Jahre ehrenamtlich in einem der wichtigsten kulturpolitischen Verbänden der Kölner Musikszene engagiert. Daneben gilt seine große Leidenschaft dem lokalen Fußball-Amateursport, wo er sich unter anderem als hauptamtlicher Geschäftsführer Fußball des ESV Olympia Köln für soziale, nachhaltige und antidiskriminatorische Projekte einsetzt. Als Schiedsrichter und als Vorstand ist er außerdem in der Bunten Liga Köln aktiv.
Tobias Thomas ist Absolvent der Fortbildung „Transformationsmanagement Nachhaltige Kultur“ des Aktionsnetzwerk Nachhaltigkeit im Jahr 2021 und arbeitet seitdem an den Schnittstellen von Kultur, Sport und sozialer Nachhaltigkeit.
Sein jüngstes Projekt war das von der Stiftung Fußball und Kultur zur UEFA EURO 24 in Deutschland initiierte und geförderte Kulturprogramm „FU24BA7L“, in dem sich Magie und Wirkungsmacht des Fußballs innerhalb von gesellschaftlichen Transformationsprozessen wie z. B. sozialer und ökologischer Nachhaltigkeit, Queerness, Chancengerechtigkeit, Diversität, Inklusion und Integration mit denen von Musik und Popkultur verbinden.

## Diskografie (Auswahl)

### Alben und Mix-CDs
- 1998: Forever Sweet – Geben & Nehmen (Ladomat)
- 1999: Tobias Thomas – Für Dich (Kompakt)
- 2001: Compilation Data Pop for Spex Magazine (Raid Rec./Kompakt)
- 2003: Tobias Thomas – Smallville (Kompakt)
- 2007: Tobias Thomas – Please Please Please (Kompakt)

### Singles und EPs
- 1995: Forever Sweet – Bewegliche Ziele (Forever Sweet Rec.)
- 1995: Forever Sweet – Die EP (Forever Sweet Rec.)
- 1997: Forever Sweet – The Return of... (Ladomat)
- 1998: Forever Sweet – Super Trouper (Ladomat)
- 1998: Forever Sweet – Don..t Speak (Ladomat)
- 2001: Tobias Thomas & Superpitcher – Love To Love You (Golden Pudel Compilation/Ladomat)
- 2006: Thomas/Burger – My Favorite Dress (c/o pop/Kompakt)

### Remixe und Compilation-Beiträge
- 1997: Forever Sweet – Remix für Andreas Dorau – Girls in Love (Ladomat)
- 1998: Forever Sweet: Remix für Andreas Dorau – Die Menschen sind kalt (Ladomat/Motor)
- 1999: Thomas/Mayer: Remix für Blaze – Lovelee Dae (Playhouse)
- 2000: Tobias Thomas & Olaf Dettinger – Remix für Tocotronic – Jackpot (L’age d’or)
- 2001: Tobias Thomas & Superpitcher – Remix für Commercial Breakup – Walking back Home (Ladomat)
- 2001: Tobias Thomas & Superpitcher – Remix für Phantom/Ghost – Perfect Lovers (Ladomat)
- 2002: Tobias Thomas & Michael Mayer: Remix für Peter Licht – Sonnendeck (mofa/neuton)
- 2003: Thomas/Mayer: Remix für Toneträger – Welcome Back, Kotter (Spinner Ace/Alive)
- 2003: Tobias Thomas & Superpitcher: Remix für Phantom/Ghost – Nothing Is Written (Ladomat/Mute)
- 2004: Thomas/Mayer: Remix für Ulf Lohmann – Because (Kompakt 100)
- 2005: Thomas/Mayer: Remix für Ada – Blondix Part 2 (Areal)
- 2005: Thomas/Mayer: "Panic Room" – auf: Total 6 (Kompakt)
- 2006: Thomas/Mayer: "Sweet Harmony" – auf: Total 7 (Kompakt)
- 2006: Superpitcher/Tobias Thomas Remix für James Figurine – 5566688833 (Monika)
- 2007: Thomas/Mayer: "Über Wiesen" – auf: Total 8 (Kompakt)
- 2008: Tobias Thomas & Superpitcher – Remix für Sascha Funke – Mango (Bpitch Control)
- 2008: Thomas/Ada – Remix für Station 17 + Michael Rother – Boogie Boogie Baka  (17rec)
- 2009: Thomas/Mayer: "Total 9" – auf: Total 10 (Kompakt)
- 2014: Thomas/Mayer: "Unter Hölzern" – auf: Total 14 (Kompakt)